# روبرت لارسن
روبرت لارسن (بالدنماركية: Robert Larsen)‏ (21 يونيو 1898 – 14 سبتمبر 1981) هو ملاكم دنماركي راحل، مثّل بلاده في الألعاب الأولمبية الصيفية 1924.

## روابط خارجية
روبرت لارسن على موقع أوليمبيديا (الإنجليزية)